# Probe (cònsol 502)
Flavi Probe (grec: Πρόβος; fl. 502–542) va ser un polític de l'Imperi Romà d'Orient, cònsol el 502 i parent de l'emperador Anastasi I.

## Biografia
Probe era nebot de l'emperador romà oriental Anastasi I i cosí d'Hipaci i Pompeu; probablement era fill de Pau (cònsol el 496) i de la seva esposa Magna. Segons alguns estudis prosopográficos recents, podria haver-se casat amb una filla de Sabinià, cònsol el 505, i va poder haver tingut a Sabinià Pompeu Anastasi, cònsol el 517.
Era monofisita i amic del monjo Sever d'Antioquia (que més tard es convertiria en patriarca d'Antioquia), Probe el va presentar a Anastasi quan el primer va ser a Constantinoble, al voltant del 508.
El 502 va ser nomenat cònsol per la cort oriental, per la part occidental va ser-ho Rufí Magne Faust Aviè. En el 519, durant la recerca entorn de Pere d'Apamea, va ser aclamat juntament amb Hipaci.
L'any 526 (quan probablement havia estat designat per a l'alt càrrec de magister militum, i segurament ja era un patrici) Probe va ser enviat per l'emperador Justí I com a ambaixador davant els huns; l'emperador li va donar diners per a contractar mercenaris huns per a defensar la regió ibèrica dels perses, però Probe va donar els diners, amb el consentiment de Justí, als missioners que treballaven entre els huns.
L'any 528 va ser acusat de calumniar l'emperador Justinià I; portat a judici davant el consistori, l'emperador va trencar la documentació i va perdonar Probe.
El gener del 532, Justinià es va enfrontar a un perillós aixecament, conegut com la revolta de la Nika. Els rebels necessitaven un candidat al tron que s'oposés a Justinià, i Probe va creure que, com a nebot de Anastasi, el poble podria triar-lo a ell o a un dels seus cosins, i per aquesta raó es va marxar en secret de Constantinoble. Els rebels van anar a seva casa, prop del port de Julià, i al no trobar-lo allí, la van cremar; després van aclamar emperador a Hipaci. Després de sufocar la revolta, Justinià va executar a Hipaci i va exiliar Probe, confiscant les seves propietats, però a l'any següent va canviar d'opinió i va cridar a Probe, retornant-li el que li havia llevat.
Probe encara vivia l'any 542, quan va arrendar una de les seves cases a Joan d'Efes.